# Фёдоровка (Петровский район, Тамбовская область)
Фёдоровка — село в Петровском районе Тамбовской области России. Административный центр Первомайского сельсовета.

## География
Расположена в западной части Тамбовской области в 70 км к западу Тамбова.

### Климат
Климат умеренно-континентальный с довольно теплым летом и умеренно-холодной зимой. Средняя годовая температура воздуха +4, +5 градусов. Средняя температура воздуха в июле +20 градусов, средняя температура января — 10,5 градусов. Среднегодовое количество осадков колеблется от 450 до 500 миллиметров в год.

## История
Названо по имени первого помещика. 
Село упоминается в документах ревизской сказки 1795 года под названием «сельцо Федоровское, вотчина Федора Алексеевича Дулова». Там жили крепостные крестьяне (67 человек), в том числе Харитон Данилов, Василий Данилов, Ефим Вуколов, Гура Михеев, Мартын Спиридонов, Иван Дмитриев, Иван Климентьев и другие.

## Население
| 2002 | 2010 |
| ---- | ---- |
| 608  | ↘419 |

## Инфраструктура
Личное подсобное хозяйство.

## Транспорт
Остановка общественного транспорта «Фёдоровка».